# Pierre Fulla
Pour les articles homonymes, voir Fulla.
 (septembre 2011).
Si vous disposez d'ouvrages ou d'articles de référence ou si vous connaissez des sites web de qualité traitant du thème abordé ici, merci de compléter l'article en donnant les références utiles à sa vérifiabilité et en les liant à la section « Notes et références ».
Pierre Fulla, né le 19 mai 1938 à Casablanca (Maroc), est un haltérophile français des années 1960. Il est ensuite présentateur à la télévision des grands événements sportifs et l'une des figures des émissions Sport Dimanche et Stade 2.
Il acquiert une petite célébrité lors des Jeux olympiques d’hiver de 1998 à Nagano, lorsque, en raison du mauvais temps, il se trouve obligé de commenter des images où l’on distingue à peine les compétiteurs. Il est alors caricaturé par Les Guignols de l’info avec, en prise d'antenne, la formule rituelle « Ici à Nagano.... ».

## Formation
Pierre Fulla est titulaire du C.A.P. et du B.E.P. électronique, ce qui lui a permis de rentrer à la R.T.F. en 1961.

## Carrière sportive
En haltérophilie, Pierre Fulla a été champion et recordman du Maroc et d'Afrique du Nord (poids coq). Il a été sept fois champion de France (poids plume) entre 1961 et 1970.
Il a été finaliste des championnats du monde et d'Europe (5e), et présélectionné olympique. Il a battu 38 records de France au cours de sa carrière (meilleur barre soulevée à l'épaulé-jeté : 130,5 kg).
En 1964, il est l'un des piliers de l'équipe de la VGA Saint-Maur avec Marcel Paterni, qui sera pendant dix ans le meilleur club français avec quatre coupes de France et un record de France par équipes. Paterni deviendra ensuite l'entraîneur du club.

## Carrière audiovisuelle

### Parcours
En 1961, Pierre Fulla entre à la RTF comme agent technique vidéo. En 1967 et 1968, il devient journaliste-reporter à l'ORTF, pigiste au journal L'Équipe et dirige les pages sportives de l'hebdomadaire Le Courrier du Val-de-Marne où il engage comme pigiste Dominique Duvauchelle et Patrick Montel.
En 1975, il devient commentateur au service des sports de TF1, avant de passer en 1980 grand reporter à Antenne 2. En 1990, il est chef de service du groupe olympique de France Télévisions. En 1998, il est présentateur des Jeux olympiques d'hiver de Nagano durant lesquels il assure des commentaires qui marqueront son image auprès du grand public, notamment à travers sa marionnette des Guignols de l'info.
En 2000, il quitte le service des sports de France Télévisions pour partir à la retraite.
À partir de 2006, il devient animateur à Europe 1. Le 9 juin 2008, il présente Ici... la Fulla Academy avec Isabelle Severino sur Europe 1 Sport, émission qui s'arrêtera deux mois plus tard. Il participe à la couverture des Jeux olympiques d'été de 2008 à Pékin pour la station de radio. De septembre 2008 à juin 2009, il est consultant dans le Club Sports Europe 1 animé par Alexandre Delpérier.
En 2011, il commente, comme consultant, les championnats du monde d'haltérophilie sur Eurosport au côté de Bertrand Milliard.
Lors des Jeux olympiques de 2012 à Londres, il commente sur Eurosport les épreuves d'haltérophilie, puis de nouveau en 2021 (haltérophilie et lutte) lors des Jeux de Tokyo. Il a couvert durant sa carrière audiovisuelle sept Jeux olympiques d'été (Munich, Montréal, Moscou, Los Angeles, Séoul, Barcelone, Atlanta), deux Jeux olympiques d'hiver, trois tours de France, ainsi que les 24 heures du Mans et le Bol d'or, et a commenté des grands directs des championnats du monde et d'Europe (gymnastique, judo, lutte, natation, escrime, karaté, boxe, tennis de table, etc.)

### Autres émissions
Pierre Fulla a été présentateur de Stade 2, Samedi Sport et de magazines olympiques. Il a également été chroniqueur dans les émissions Téléfoot, Soyons sport (France 4) et dans les journaux télévisés de TF1 et France 2.

### Déclarations
En 2014, sur le plateau de Sport365, Pierre Fulla reproche aux journalistes sportifs de France Télévisions et en particulier à Nelson Monfort de faire « leur numéro de claquettes » à l'antenne pour se faire remarquer : « Quand on commentait les Jeux olympiques, on valorisait la discipline et les champions. On ne se mettait pas à la place de l'événement pour se faire mousser. »

### Caricatures
Raillé par Les Guignols de l'info pour ses commentaires sportifs en direct des Jeux olympiques d'hiver de 1998 à Nagano au Japon, alors que rien n'était visible à l'écran à cause d'un brouillard de neige persistant, sa voix devient célèbre en France avec son « Ici, à Nagano ». Sa voix est également imitée par Nicolas Canteloup qui utilise le personnage de Pierre Fulla dans certaines de ses parodies radio sur Europe 1.

## Carrière politique
Pierre Fulla a été conseiller municipal de Saint-Maur-des-Fossés dans le Val-de-Marne et délégué aux sports durant deux mandats.
Il est candidat aux élections cantonales de 2004 où il se présente sous l'étiquette « divers droite » et obtient 7,8 % des suffrages exprimés, mettant en ballottage le secrétaire d'État Henri Plagnol.

## Activités annexes
- Formateur à l'INSEP de Paris des champions de haut niveau en Média Training (sélectionnés olympiques de Sydney, Athènes et Pékin)
- Animateur de débats sur le sport et son environnement
- Présentateur de galas et d'événements sportifs et remise de trophée (nuit des arts martiaux à Bercy, challenge inter entreprise de Bourges, nuit olympique du CNOSF, les 10 km de Magny-le-Hongre)
- Conseiller en communication pour diverses fédérations sportives.

## Ouvrages
- Ici à Nagano, Paris, Solar Éditions, 2017, 160 p.  (ISBN 978-2-263-15102-6)

## Décorations
- Chevalier de la Légion d'honneur (2006)[8]
- Chevalier de l'ordre national du Mérite
- Médaille de la jeunesse, des sports et de l'engagement associatif, or
- Médaille d'ancien combattant